# Batalla de Trullars
La batalla de Trullars es va esdevenir el 22 de setembre del 1793, en el marc de la Guerra Gran. Va donar la victòria al general espanyol Antonio Ricardos contra l'exèrcit francès de Luc Siméon Auguste Dagobert.

## Antecedents
El govern espanyol va declarar la guerra contra la República Francesa el 17 d'abril del 1793 en resposta a l'execució de Lluís XVI de França. L'exèrcit espanyol, sota el comandament del general Antonio Ricardos, va envair el Rosselló per Sant Llorenç de Cerdans, amb uns 25.000 homes i un centenar de peces d'artilleria. Va ocupar les ciutats poc defensades d'el Portús i la vall del riu Tec (Arles i Ceret), i es retirà a les posicions inicials després de la derrota a la batalla de Parestortes, uns dies abans.

## Conseqüències
L'exèrcit espanyol, tot i la victòria, es retirà al Portús per l'arribada de reforços francesos.